# New York, New York (soundtrack)
New York, New York is de soundtrack van de gelijknamige musicalfilm uit 1977. Het album bevat bekende nummers uit de periode 1920–1945, evenals originele nummers als "But the World Goes 'Round" en "New York, New York" die geschreven werden door Fred Ebb en John Kander.

## Theme fromNew York, New York
Liedjesschrijver Fred Ebb en componist John Kander creëerden voor New York, New York de gelijknamige titelsong. Het nummer wordt in de film bedacht door het personage van Robert De Niro. Ebb en Kander schreven in 1976 verschillende nummers, die vervolgens aan Martin Scorsese, Liza Minnelli en De Niro werden voorgesteld. Toen De Niro de eerste versie van hun titelsong afkeurde, schreven Ebb en Kander in 45 minuten een nieuw nummer dat uiteindelijk zou gebruikt worden als de titelsong van de film.
Het nummer, dat in de film gezongen wordt door Minnelli, werd in 1978 genomineerd voor een Golden Globe en werd nadien vooral bekend dankzij Frank Sinatra. In oktober 1978 zong Sinatra het liedje tijdens zijn optredens in Radio City Music Hall. Een jaar later nam hij een studioversie op voor zijn album Trilogy: Past Present Future (1980). Deze versie, waarvan de tekst lichtjes verschilt van de originele verzen die door Ebb geschreven werden, groeide uit tot een van Sinatra's bekendste hits.

## Tracklist
1. "Main Title" (Theme / You Are My Lucky Star / Just You, Just Me / The Man I Love - Medley) – Ralph Burns (1:53)
2. "You Brought a New Kind of Love to Me" – Liza Minnelli (1:47)
3. "Flip the Dip" – orkest (2:13)
4. "V.J. Stomp" – orkest (1:08)
5. "Opus Number One" – orkest (8:49)
6. "Once in a While" – Liza Minnelli (2:17)
7. "You Are My Lucky Star" – Liza Minnelli (1:18)
8. "Game Over" – orkest (2:25)
9. "It's a Wonderful World" – orkest (2:08)
10. "The Man I Love" – Liza Minnelli (3:20)
11. "Hazoy" – orkest (2:38)
12. "Just You, Just Me" – Liza Minnelli (2:29)
13. "There Goes the Ball Game" – Liza Minnelli (1:27)
14. "Blue Moon" – Robert De Niro / Mary Kay Place (3:28)
15. "Don't Be That Way" – orkest (0:44)
16. "Happy Endings" – Liza Minnelli / Larry Kert (11:39)
17. "But the World Goes 'Round" – Liza Minnelli (3:58)
18. "Theme from New York, New York" – orkest (2:49)
19. "Honeysuckle Rose" – Diahnne Abbott (2:16)
20. "Once Again Right Away" – orkest (2:04)
21. "Bobby's Dream" – orkest (3:58)
22. "Theme from New York, New York" – Liza Minnelli (3:16)
23. "Theme from New York, New York (Reprise)" – orkest (1:13)